# Yari David Silvera
Yari David Silvera (Treinta y Tres, 20 de fevereiro de 1976) é um ex-futebolista uruguaio que atuava como defensor.

## Carreira
Yari David Silvera integrou a Seleção Uruguaia de Futebol na Copa América de 1997.